# (19348) Cueca
(19348) Cueca est un astéroïde de la ceinture principale.

## Description
(19348) Cueca est un astéroïde de la ceinture principale. Il fut découvert le 3 février 1997 à Kitt Peak par le projet Spacewatch. Il présente une orbite caractérisée par un demi-grand axe de 2,88 UA, une excentricité de 0,04 et une inclinaison de 1,8° par rapport à l'écliptique.

## Compléments